# Zimbabwe zászlaja
Zimbabwe zászlaja Zimbabwe egyik nemzeti jelképe.

## Leírása
- A fekete sáv a többségi népcsoportra, a vörös a függetlenségért vívott harcban kiontott vérre, a sárga az ásványkincsekre, a zöld a mezőgazdaságra, a fehér pedig a békére utal.
- Az emblémán a szocializmust képviselő vörös csillag látható, valamint Nagy Zimbabwe madara, amely az ország dicsőséges múltját jelképezi.